# Haute-Carniole

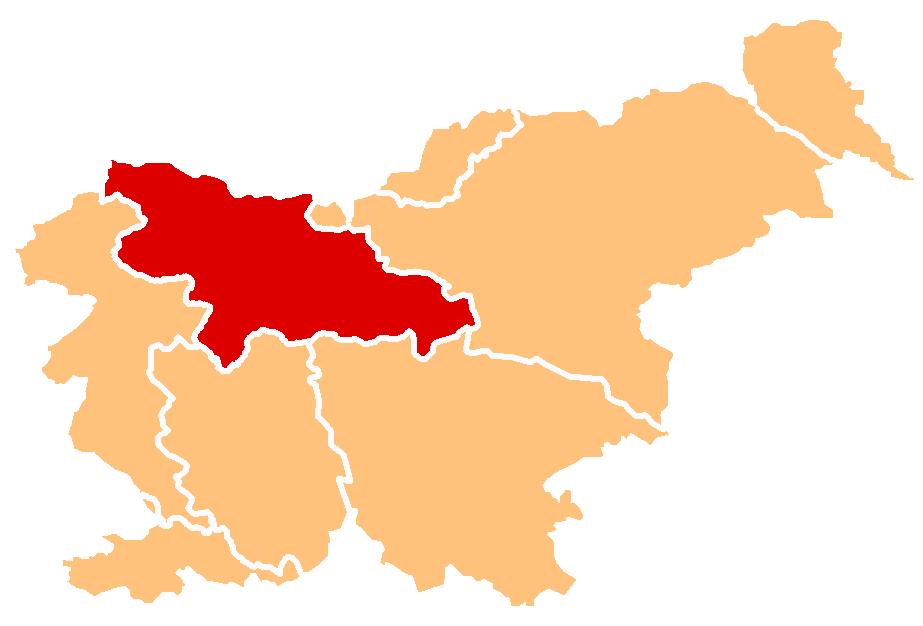
La Haute-Carniole (en rouge) au sein des régions historiques de Slovénie.

La Haute-Carniole (en slovène : Gorenjska ; en allemand : Oberkrain) est une région traditionnelle du nord-ouest de la Slovénie. Faisant partie intégrante de la région de Carniole (Kranjska), son nom tire son origine de l'ancienne marche puis duché de Carniole, un territoire de la monarchie de Habsbourg jusqu'en 1918. 

## Géographie
La région s'étend de la commune de Kranjska Gora à l'ouest le long de la chaîne montagneuse des Karavanke constituant la frontière entre l'Autriche et la Slovénie jusqu'à la région historique de Basse-Styrie à l'est. La frontière occidentale avec la région de Goriška longe le lac de Bohinj et les Alpes juliennes ; au sud-est, la rivière Save marque la limite de la Basse-Carniole.
Le centre urbain traditionnel de la région se nomme Kranj. Les autres centres importants de la région sont les municipalités de Jesenice, Tržič, Škofja Loka, Kamnik et de Domžale. 

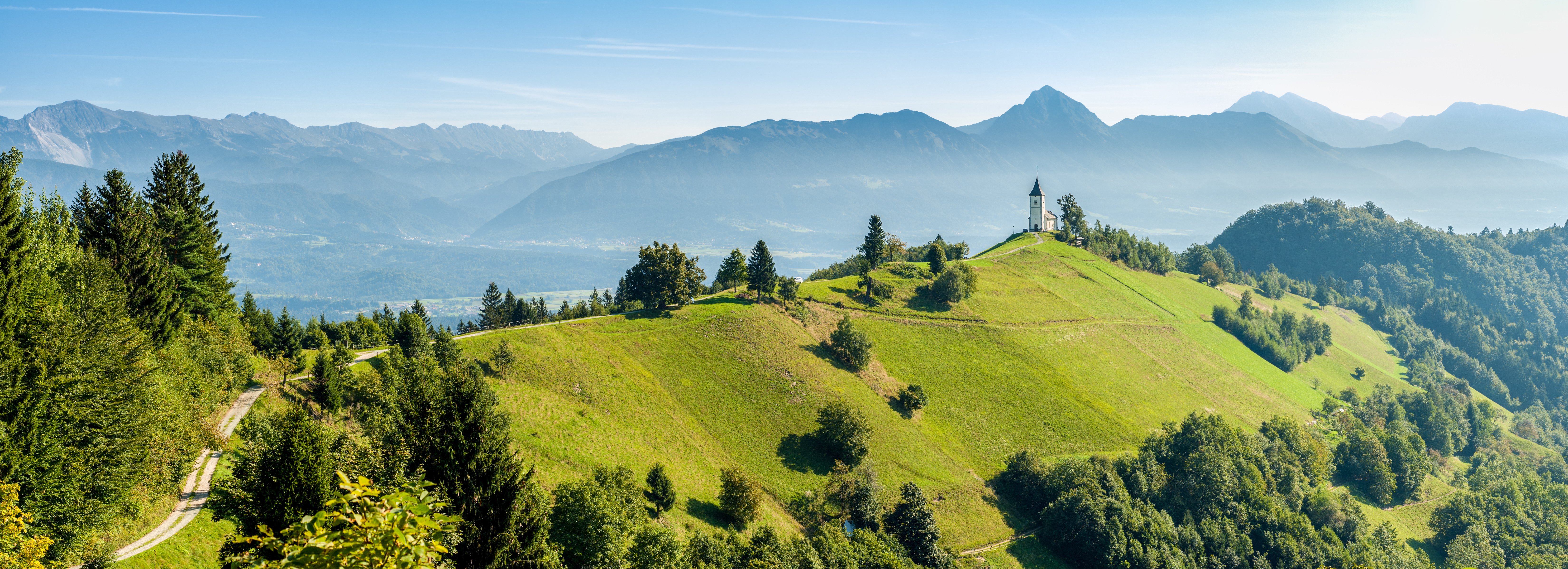
Église Saints-Prime-et-Félicien à Jamnik.

La région s'était portée candidate pour organiser les jeux olympiques d'hiver de 2018.

## Galerie

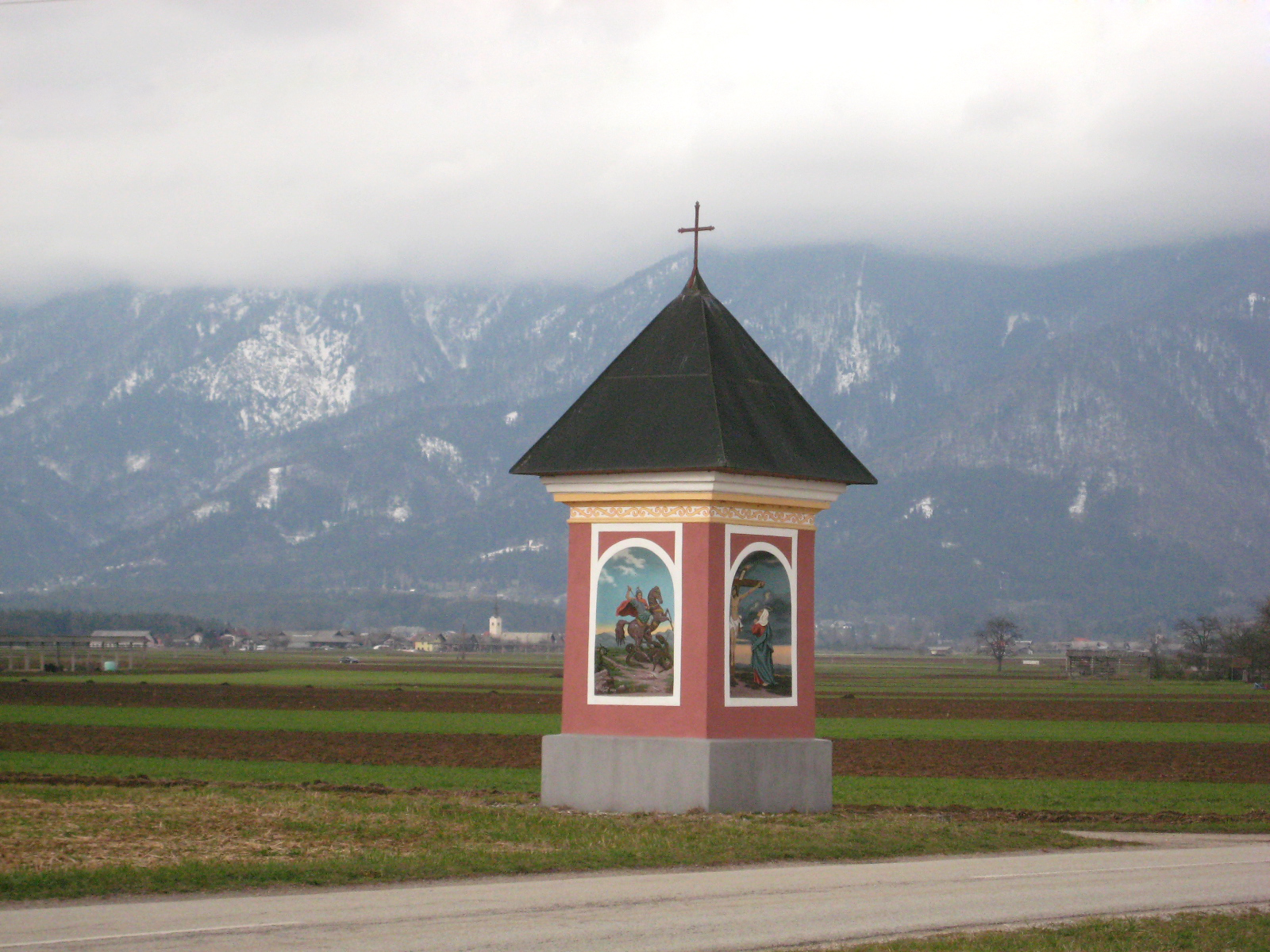
Chapelle rurale typique.
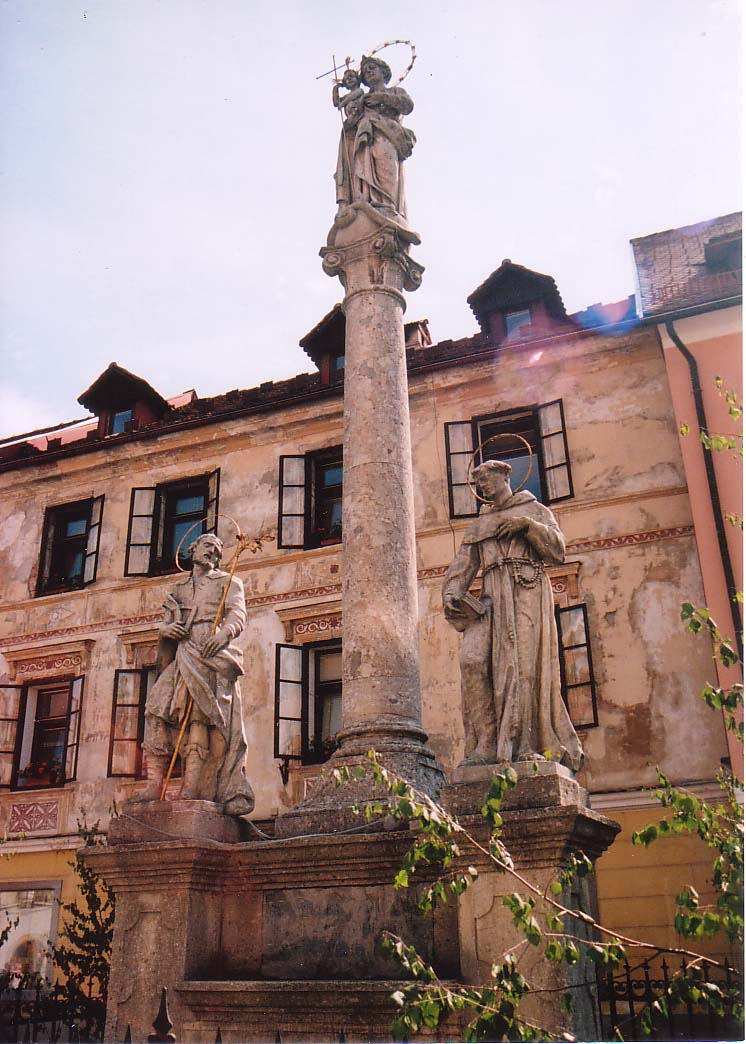
Colonne à Škofja Loka.
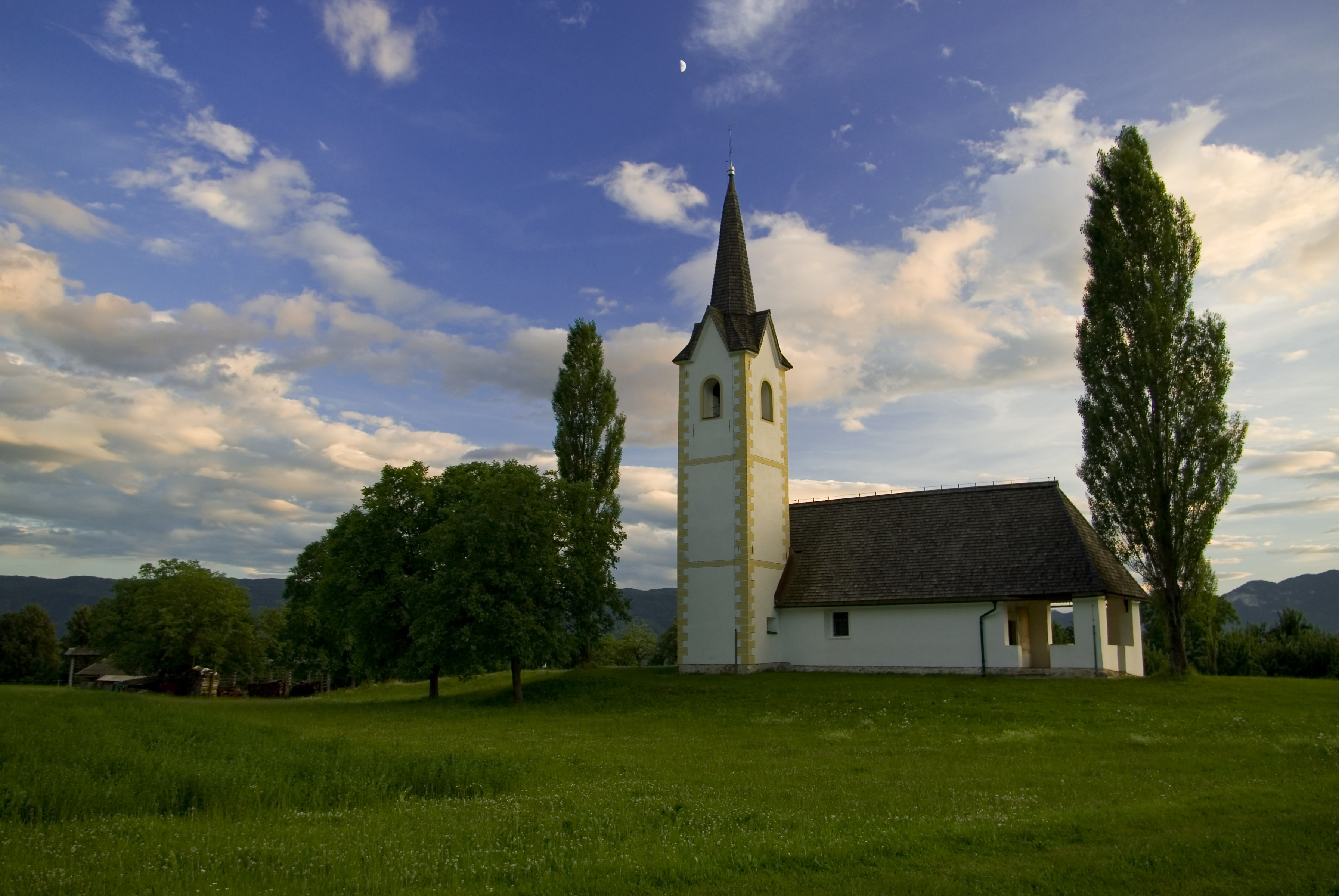
Église paroissiale Saint-Marc à Vrba.
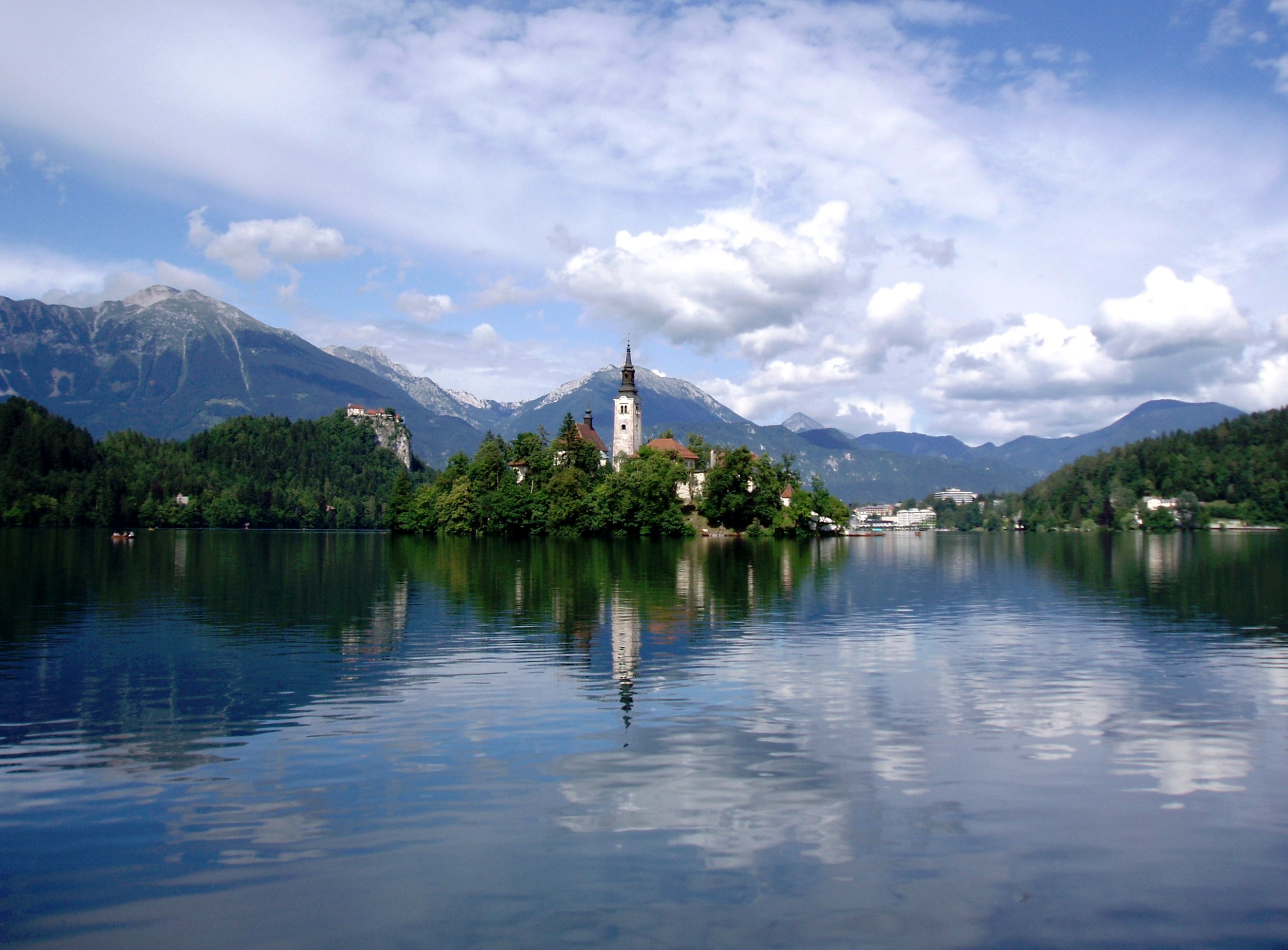
Lac Bled.
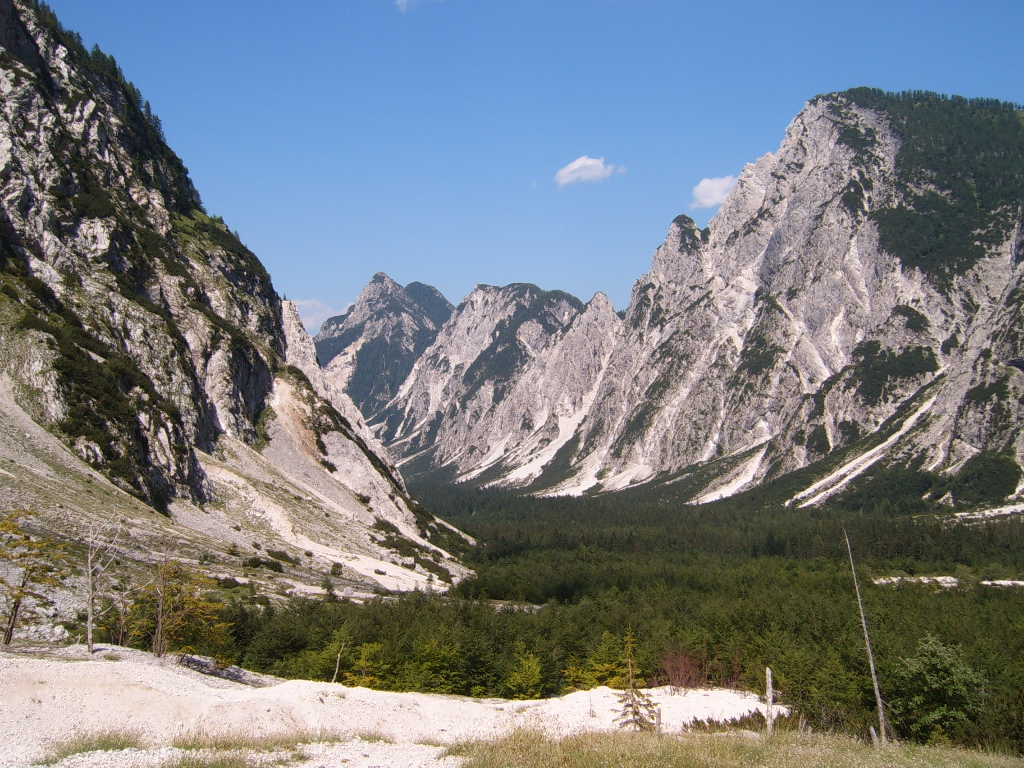
Vallée de Planica.
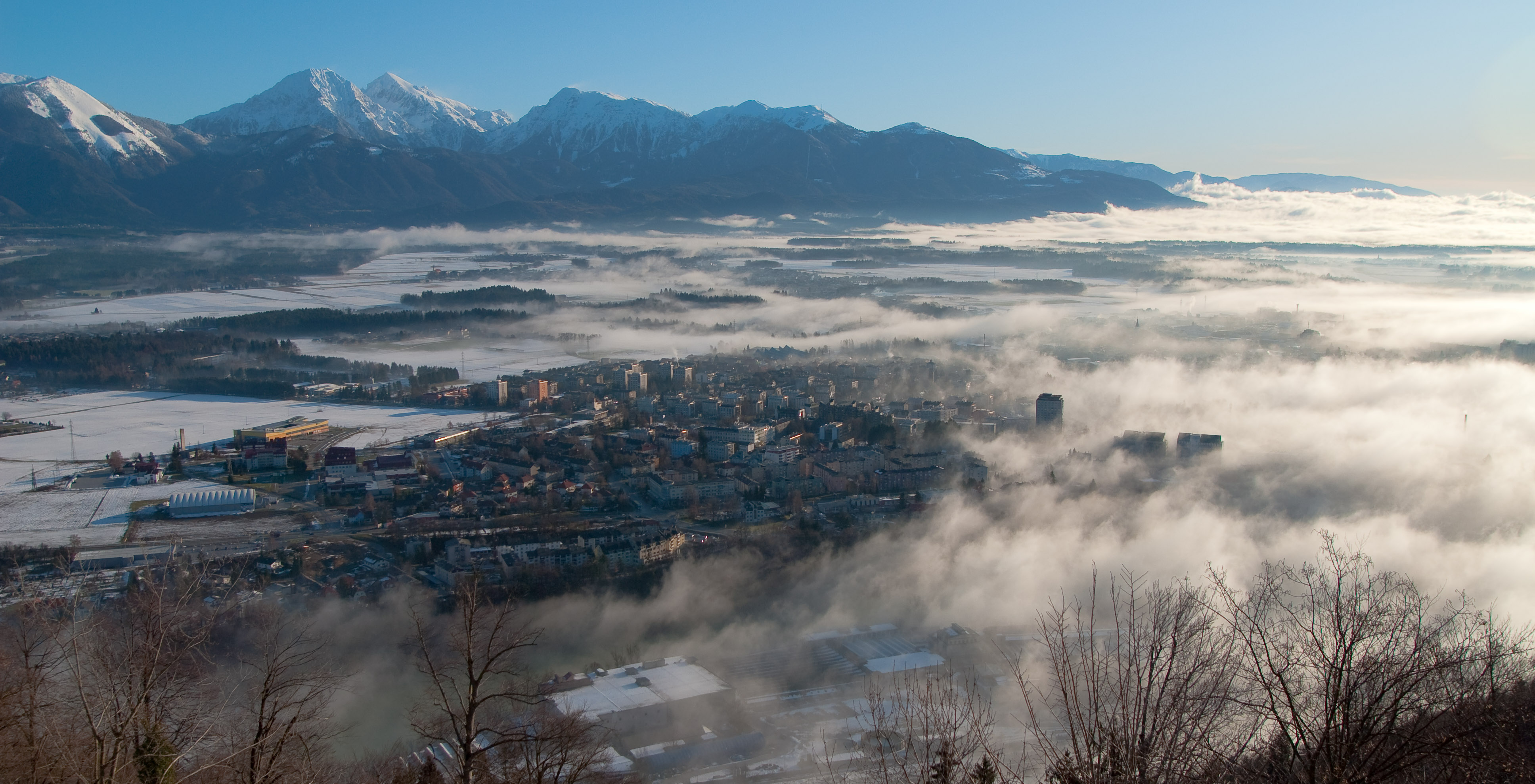
Vue de Kranj.
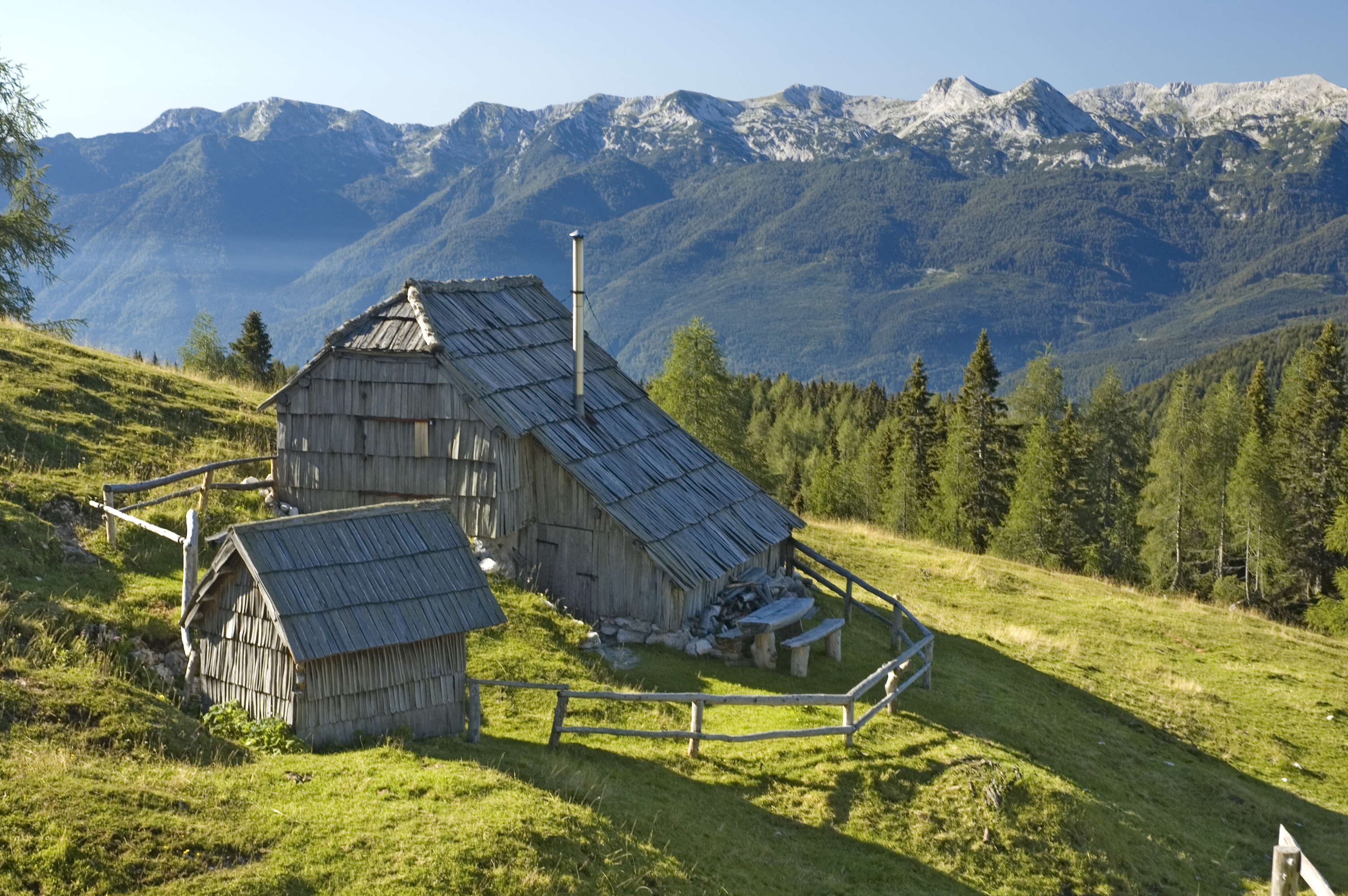
Les Alpes juliennes.
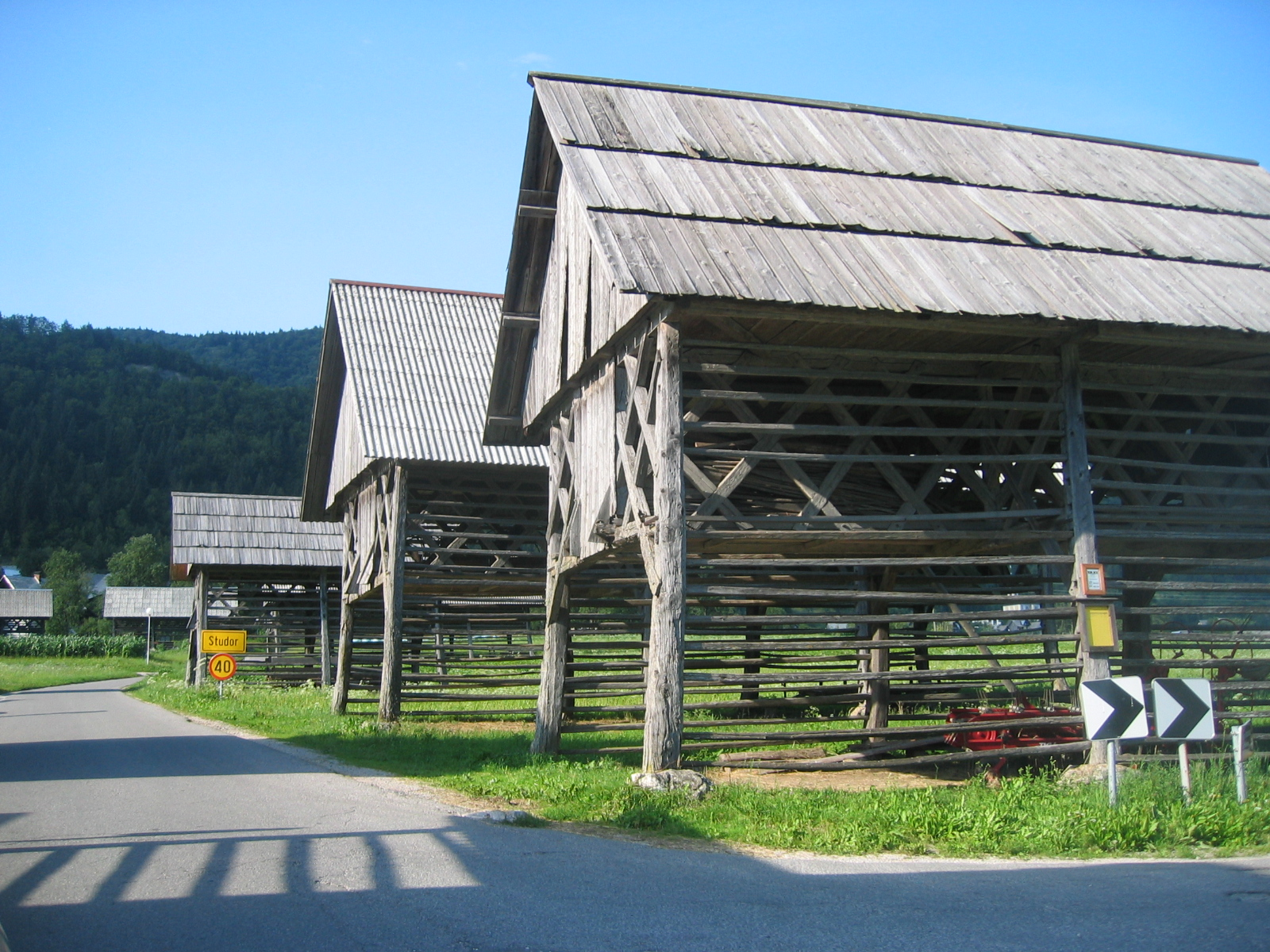
Hayracks.
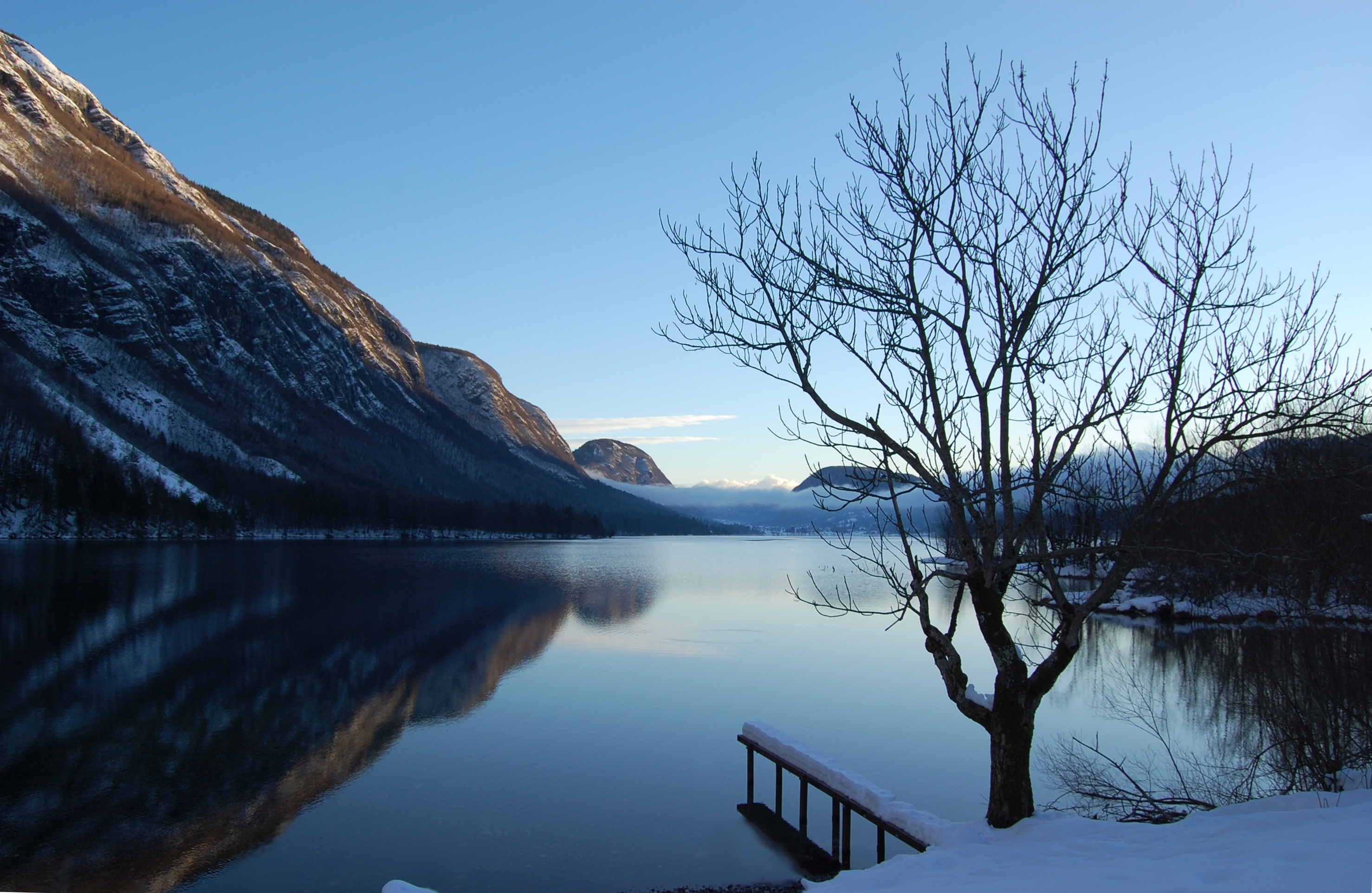
Lac de Bohinj.
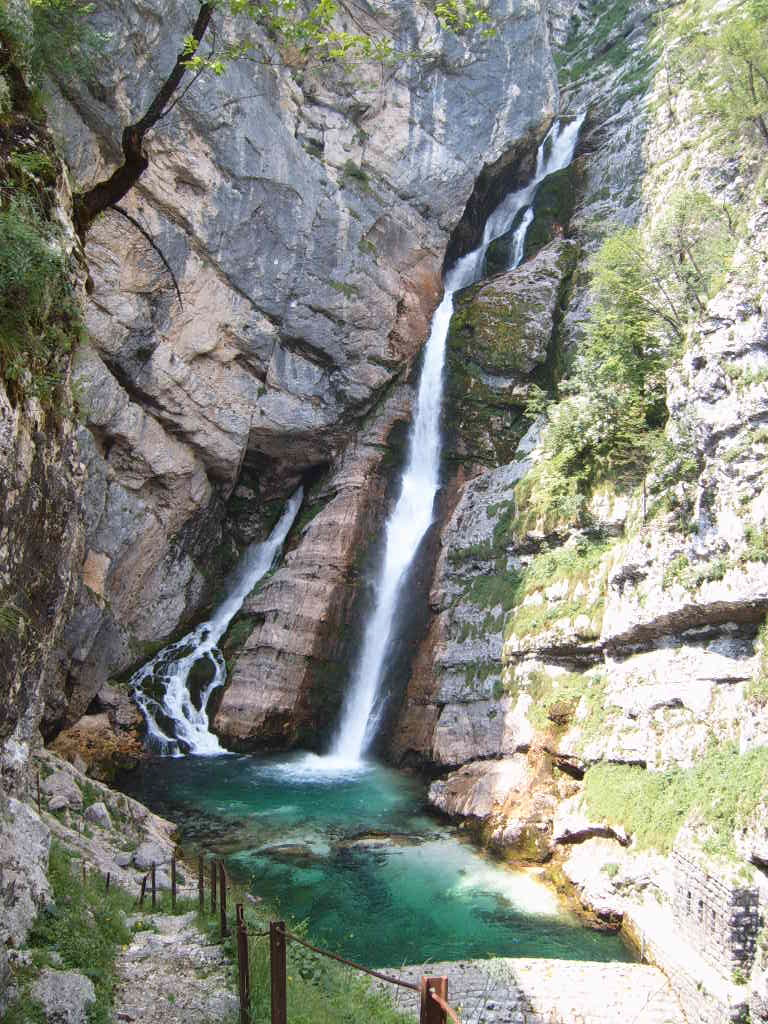
Cascade Savica.
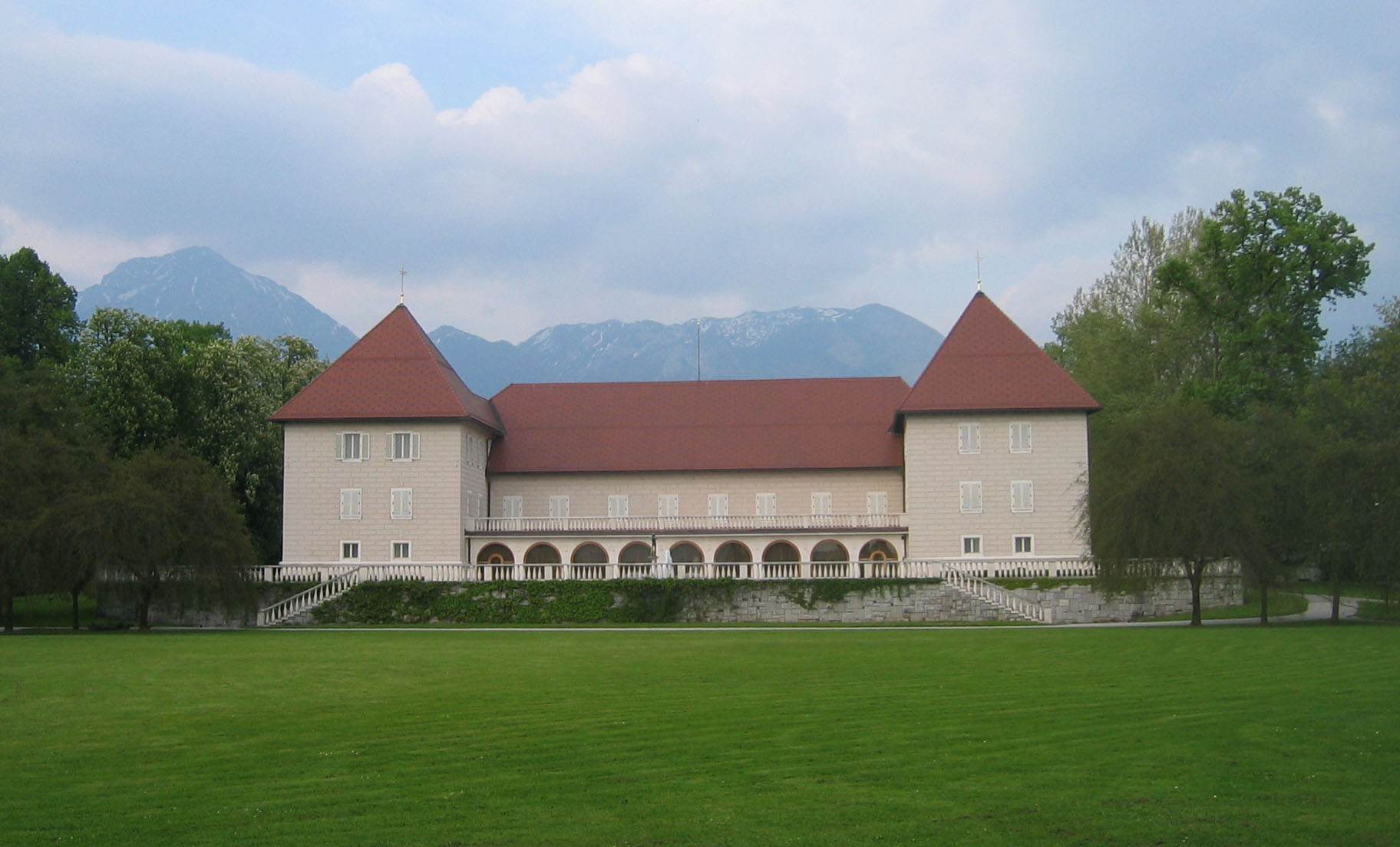
Maison de Brdo pri Kranju.
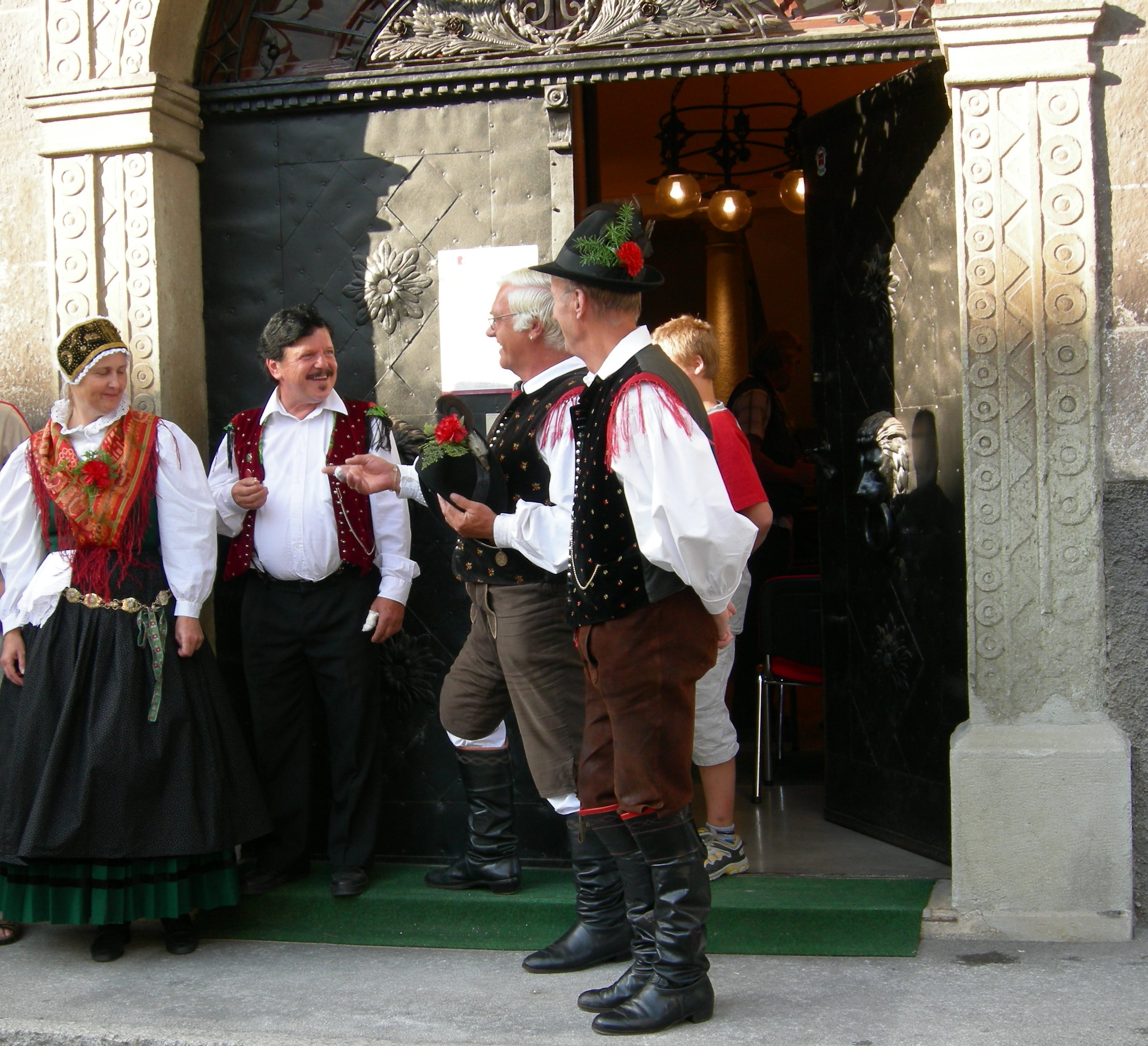
Costumes folkloriques de Haute-Carniole.